# Bohinji-tó
A Bohinji-tó (szlovénül: Bohinjsko jezero) Szlovénia legnagyobb természetes tava. A gleccservájta Bohinj völgyben fekszik az ország északnyugati részében, a Júliai-Alpokban, Felső-Krajna történelmi régióban, a Triglavi Nemzeti Park területén.

## Földrajz
Hossza 4100, legnagyobb szélessége 1200 méter, területe 3,18 km². Medre meredeken mélyül, nincsenek jelentős sekély területei. Legnagyobb mélysége 45 méter; mélysége területének 20%-án meghaladja a 40, 80%-án a 20 métert, és csak 10%-án 10 méter alatti. Gleccserek formálták, morénák veszik körül.

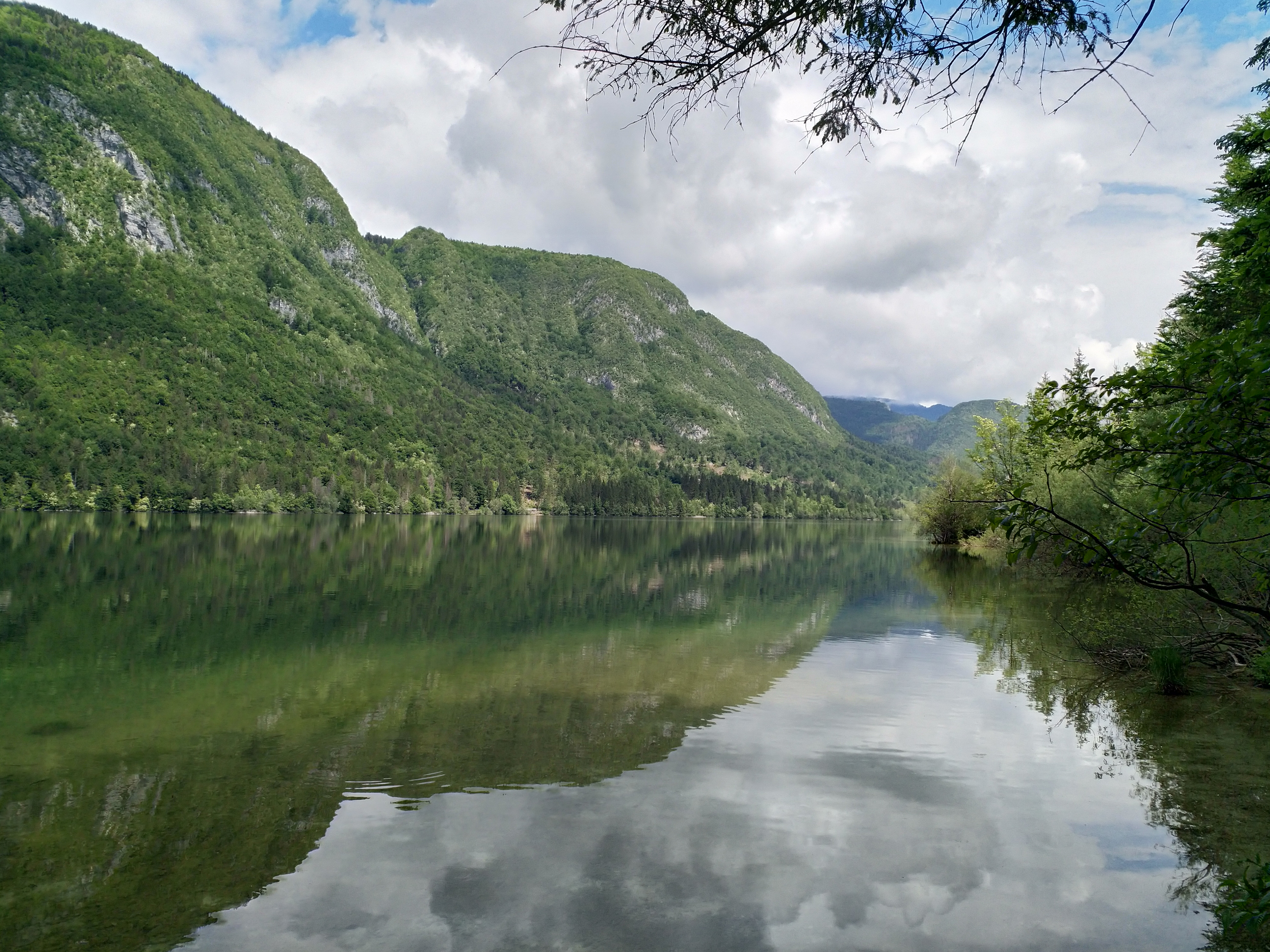

Legjelentősebb beömlő vízfolyása és legjelentősebb kifolyása is a Sava Bohinjka folyó, Savica, illetve Jezernica néven. Bejövő vízmennyiségének több mint harmadát ugyanakkor az északi part mentén, a tó vízszintje alatt feltörő karsztforrások biztosítják. Vízszintje heves esőzések után 2-3 méterrel megemelkedik.
Hőmérséklete nyáron 22 °C-ig emelkedik; télen gyakran befagy.

### Élővilág
A tó 5 hal-, 8 puhatestű- és 65 fajnak ad otthont.

## Kultúra
A térséghez fűződik a Zlatorog (Aranyszarv) nevű kecskebak legendája. Az állat szobra a tó mellett áll.

## Turizmus
A tó számos szabadidős tevékenységre alkalmas, többek között úszásra, evezésre, szörfözésre, kajakozásra, kenuzásra, horgászatra, a melegebb hónapokban búvárkodásra, illetve esetenként télen korcsolyázásra. Emellett a tó körül gyaloglásra, valamint a tavon sétahajózásra is lehetőség van.